# Leucania congrua
Leucania congrua là một loài bướm đêm trong họ Noctuidae.